# Deuterocohnia longipetala
Deuterocohnia longipetala là một loài thực vật có hoa trong họ Bromeliaceae. Loài này được (Baker) Mez mô tả khoa học đầu tiên năm 1894.